# Syrrhopodon androgynus
Syrrhopodon androgynus là một loài rêu trong họ Calymperaceae. Loài này được Mont. Besch. mô tả khoa học đầu tiên năm 1876.